# Alexander (colonna sonora)
Alexander è un album di Vangelis, colonna sonora dell'omonimo film del regista Oliver Stone. Ha ricevuto il Public Choice Award alla World Soundtrack Academy 2005.

## Il disco
Vangelis ha composto, arrangiato e prodotto la musica con una combinazione di sintetizzatori, strumenti acustici e percussioni con le linee corali, come "Titans" e "Drums of Gaugamela". "Eternal Alexander" e "Tender Memories" sono tracce con un esotico sapore orientale, che inizia con una melodia folk, e presentano un coro, un'orchestra sinfonica e una chitarra. "Gardens of Delight" e "Roxane's Dance" presentano violino, arpa e percussioni. Vangelis ha registrato una quantità di musica doppia rispetto a quella che è stata pubblicata su CD.

## Tracklist
1. Introduction – 1:32
2. Young Alexander – 1:36
3. Titans – 3:59
4. The Drums of Gaugamela – 5:20
5. One Morning at Pella – 2:11
6. Roxane's Dance – 3:25
7. Eastern Path – 2:58
8. Gardens of Delight – 5:24
9. Roxane's Veil – 4:40
10. Bagoas' Dance – 2:29
11. The Charge – 1:41
12. Preparation – 1:42
13. Across the Mountains – 4:12
14. Chant – 1:38
15. Immortality – 3:18
16. Dream of Babylon – 2:41
17. Eternal Alexander – 4:37
18. Tender Memories – 2:59